# DN5
DN5 este un drum național din România, care leagă capitala București de orașul Giurgiu, aflat pe malul Dunării, la granița cu Bulgaria, fiind continuat dincolo de Giurgiu de Podul Prieteniei Giurgiu-Ruse, pe care se continuă în Bulgaria. Drumul a fost refăcut în anii 2006-2009, astfel încât pe toată lungimea drumului, acesta să aibă 2 benzi pe sens, iar satul Adunații-Copăceni drumul a fost refăcut pe un nou aliniament care nu trece prin localitate.
Lângă orașul Giurgiu drumul se desparte în DN5 și DN5D, DN5D fiind un ocolitor al orașului Giurgiu, la standarde de drum național cu două benzi pe sens și separator median. DN5D se desparte de DN5 între Frătești și Remuș, și ocolește, orașul pe la est. Destinația finala este Podul Prieteniei Giurgiu-Ruse.  
Este o autostradă planificată numită A5, care va fi în paralel cu DN5, și atunci când va fi finalizată, va reduce traficul de pe DN5, dar va și lega Bucureștiul cu capitala Bulgariei printr-un drum de mare viteză, prin Autostrada A7 a Bulgariei, și după cu Autostrada A2. 